# Santa Rosa de Río Primero
Santa Rosa de Río Primero, nota anche come Villa Santa Rosa, è una città dell'Argentina, capoluogo del dipartimento di Río Primero, nella provincia di Córdoba.